# 水島亮太郎
水島 亮太郎（みずしま りょうたろう、1884年9月30日 - 1954年）は、日本の俳優・映画監督。母親役や老女役で親しまれた女優の鈴木歌子は妻、同じく俳優の水島道太郎は甥にあたる。

## 人物・来歴
1884年（明治17年）9月30日、東京市神田区東福田町（現在の東京都千代田区岩本町1丁目）に生まれる。
旧制・和仏法律学校（現在の法政大学）を卒業し、川上音二郎の主宰する「川上音二郎一座」に入る。その後、1908年（明治41年）に開所した吉沢商店目黒撮影所に入社する。同社は1912年（明治45年）に合併して日活となり、1913年（大正2年）10月には日活向島撮影所が開所し、目黒撮影所は閉鎖された。1915年（大正4年）、日活向島撮影所が製作した細山喜代松監督の『狂美人 (サロメ劇)』に出演の記録がある。
1920年（大正9年）、日活を退社し、国際活映の設立に参加、同年、角筈撮影所で『火の山』を監督し、映画監督としてデビューもしている。1921年（大正10年）、巣鴨撮影所に異動、日活向島時代からのなじみの監督の細山喜代松、俳優の葛木香一とトリオを組んだ。1923年（大正12年）には、『生ける悩み』を監督したが、日活向島に復帰した。同年9月1日の関東大震災後、日活京都撮影所に異動となる。現代劇の第二部が発足以降は、同部に所属した。
1924年（大正13年）末、細山、葛木とともに帝国キネマ演芸に移籍した。1925年（大正14年）の同社内部での紛争で設立された東邦映画製作所に移籍となるが、翌1926年（大正15年）には、細山、葛木と離れて松竹蒲田撮影所に移籍した。1932年（昭和7年）からは脇役に回り、1936年（昭和11年）には移転に伴い松竹大船撮影所に異動した。第二次世界大戦後、1947年（昭和22年）まで大船に在籍した。
1950年（昭和25年）、稲垣浩監督の『佐々木小次郎』で市波民部役で出演したが、その4年後、1954年（昭和29年）、心筋梗塞のため急逝した。満69-70歳没。

## おもなフィルモグラフィ

### 日活向島撮影所
1915年
- 『狂美人 (サロメ劇)』 : 監督細山喜代松

1916年
- 『洋妾の娘 (蝶の舞ひ)』 : 監督不明、原作小川集川
- 『蝉しぐれ』 : 監督不明
- 『夜の鶴』 : 監督不明
- 『お夏文代』 : 監督不明、原作菊池幽芳
- 『残月』 : 監督不明
- 『鹿笛』 : 監督不明
- 『鬼いばら』 : 監督不明
- 『北浜あらし』 : 監督不明
- 『吉丁字』 : 監督不明

1917年
- 『二人静』 : 監督小口忠、原作柳川春葉
- 『あかね染』 : 監督不明
- 『竜巻』 : 監督不明、原作渡辺霞亭
- 『罪の子』 : 監督不明
- 『毒草』 : 監督小口忠、原作菊池幽芳、脚本桝本清
- 『つきぬ涙』 : 監督不明
- 『故郷 (春の雲)』 : 監督不明、脚本桝本清
- 『都鳥』 : 監督不明
- 『銀の鍵』 : 監督不明
- 『小松島』 : 監督不明、原作青木緑園
- 『捨小舟』 : 監督不明
- 『人の情』 : 監督不明、原作小栗風葉
- 『後の仇浪宮島心中』 : 監督不明
- 『若葉の宿』 : 監督不明
- 『浪まくら』 : 監督不明
- 『恋の一念』 : 監督不明
- 『女ごころ』 : 監督不明
- 『子故の闇』 : 監督不明
- 『白萩』 : 監督不明
- 『藤袴』 : 監督不明
- 『手向の曲』 : 監督不明
- 『霧の雨』 : 監督不明
- 『秋之助とお澄』 : 監督不明
- 『雁のたより』 : 監督不明
- 『黒潮』 : 監督不明
- 『女の誓』 : 監督不明

1918年
- 『落椿』 : 監督不明
- 『女気質』 : 監督小口忠
- 『犠牲』 : 監督小口忠
- 『雪枝夫人』 : 監督小口忠、脚本岩崎春禾
- 『忘れ子』 : 監督小口忠、脚本渡辺黙扇
- 『生ける屍』 : 監督田中栄三、原作レフ・トルストイ、脚本桝本清
- 『金色夜叉』 : 監督小口忠・田中栄三、原作尾崎紅葉、脚本桝本清
- 『桜の園』 : 監督田中栄三、原作尾崎紅葉、脚本桝本清
- 『涙の雨』 : 監督小口忠、脚本岩崎春禾
- 『続金色夜叉』 : 監督小口忠、原作長田幹彦、脚本岩崎春禾
- 『黒水晶』 : 監督田中栄三、原作渡辺霞亭、脚本栗島狭衣
- 『国の誉 (ひもんや美談)』 : 監督小口忠、脚本桝本清
- 『夕潮』 : 監督小口忠、原作長田幹彦、脚本岩崎春禾
- 『侠艶録』 : 監督田中栄三、原作尾崎紅葉
- 『子煩悩』 : 監督田中栄三、原作伊原青々園
- 『月魄』 : 監督不明
- 『つきぬ恨』 : 監督田中栄三、脚本舟橋碧川
- 『乃木将軍 (噫、乃木将軍)』 : 監督小口忠、脚本岩崎春禾
- 『女一代』 : 監督小口忠、原作柳川春葉
- 『新召集令』 : 監督小口忠、脚本桝本清

1919年
- 『大西郷』 : 監督小口忠
- 『不如婦』 : 監督田中栄三、原作徳富蘆花
- 『恋の津満子』 : 監督小口忠、脚本桝本清

### 国際活映
1920年
- 『火の山』 : 主演藤間欽弥 - 監督

1921年
- 『寒椿』 : 監督畑中蓼坡、原作小島孤舟、脚本桝本清、国活角筈撮影所 - 配役・伯爵家の家令・石塚源之進

1922年
- 『雲光の岐に』 : 監督細山喜代松、原作志波西果、国活巣鴨撮影所
- 『神代の冒険』 : 監督帰山教正、映画芸術協会

1923年
- 『暁山の雲』 : 監督細山喜代松、原作石山千代子
- 『新生さぬ仲』 : 監督細山喜代松、脚本森松雨
- 『小さき救ひ』 : 監督細山喜代松、原作川村花菱、国活巣鴨撮影所
- 『涙の親子』 : 監督・原作・脚本小沢得二
- 『生ける悩み』 :  - 監督・主演

### 日活向島撮影所
1923年
- 『夜明け前』 : 監督・脚本大洞元吾
- 『欺かれた女』 : 監督・脚本若山治、原作小園末徳 - 配役・雑穀商吉沢重次
- 『受難者の群』 : 監督細山喜代松、脚本平戸延介 - 配役・盲目三味線弾き宇佐吉
- 『男性の意気』 : 監督若山治、脚本三枝源次郎
- 『神への道』 : 監督細山喜代松、原作・脚本川村花菱
- 『血と霊』 : 監督・脚本溝口健二、原作E.T.A.ホフマン、翻案大泉黒石 - 配役・鳳雲泰、鳳雲泰の父
- 『嵐する前』 : 監督細山喜代松、原作・脚本川村花菱

### 日活京都撮影所
1923年
- 『心を見つめて』 : 監督細山喜代松、脚本三木京雨 - 配役・陳寧泰
- 『峠の唄』 : 監督・脚本溝口健二 - 配役・行商人・あやめの六造

1924年
- 『街の物語』 : 監督細山喜代松、原作・脚本畑本秋一
- 『前科者』 : 監督細山喜代松、原作・脚本三木京雨 - 配役・籠ぬけの松
- 『暁の死』 : 監督溝口健二、原作・脚本伊藤松雄、日活京都撮影所第二部 - 配役・たつの先夫・山田鉄治
- 『猛犬の秘密』 : 監督村田実、脚本畑本秋一、日活京都撮影所第二部
- 『現代の女王』 : 監督溝口健二、原作・脚本村田実、日活京都撮影所第二部 - 配役・外交官
- 『蹄鉄屋の娘』 : 監督鈴木謙作、脚本三枝源次郎、日活京都撮影所第二部 - 配役・蹄鉄屋貞利
- 『小さき者の楽園』 : 監督・脚本鈴木謙作、原作三枝源次郎、日活京都撮影所第二部 - 配役・玩具の兵隊さん
- 『信号』 : 監督・翻案脚色村田実、原作ガルシア、日活京都撮影所第二部 - 配役・線路番辰二郎
- 『陸の一夜』 : 監督細山喜代松、原作・脚本鴇田英太郎、日活京都撮影所第二部
- 『島の哀れ』 : 監督細山喜代松、原作・脚本川村花菱、日活京都撮影所第二部 - 配役・六三郎
- 『籠の鳥姉妹篇 恋慕小唄』 : 監督鈴木謙作、原作村田実、脚本細山喜代松、日活京都撮影所第二部 - 配役・いかもの師

### 帝国キネマ演芸
1924年
- 『大和桜』 : 監督古海卓二、脚本山川芳舟、帝国キネマ演芸芦屋撮影所

1925年
- 『映画女優』 : 監督・脚本細山喜代松、帝国キネマ演芸芦屋撮影所
- 『霊光』 : 監督細山喜代松、脚本石川聖二、帝国キネマ演芸芦屋撮影所
- 『愛するが故に』 : 監督細山喜代松、脚本斎藤繁美、帝国キネマ演芸芦屋撮影所

### 松竹蒲田撮影所
1926年
- 『修羅八荒 第二・三篇』 : 監督大久保忠素、原作行友李風、脚本村上徳三郎
- 『女坂崎』 : 監督重宗務、原作・脚本落合浪雄
- 『お坊ちゃん』 : 監督島津保次郎、原作水島あやめ、脚本吉田百助・島津保次郎 - 配役・堺正明 (庶務課長)
- 『娘』 : 監督・脚本五所平之助
- 『帰らぬ笹笛』 : 監督五所平之助、原作・脚本佃血秋
- 『海人 南国篇』 : 監督・脚本鈴木伝明、原作リヒャルト・ワーグナー
- 『俄か馭者』 : 監督野村芳亭、脚本野田高梧
- 『嘆きの薔薇』 : 監督清水宏、原作・脚本山村魏 - 配役・博士・村上保馬

1927年
- 『久造老人』 : 監督島津保次郎、原作・脚本北村小松
- 『吹雪の後』 : 監督大久保忠素、原作・脚本村岡義雄
- 『春の雨』 : 監督清水宏、原作・脚本松井千枝子 - 配役・おみよの叔父・樽作りの治作
- 『炎の空』 : 監督清水宏、原作三上於菟吉、脚本北村小松・村上徳三郎・野田高梧 - 配役・田伏信吉郎
- 『海の勇者』 : 監督島津保次郎、原作菊池寛、脚本村上徳三郎
- 『濡衣』 : 監督蔦見丈夫、原作・脚本村岡義雄

1928年
- 『青春の小径』 : 監督・原作池田義信、脚本野田高梧
- 『海に叫ぶ女』 : 監督・原作・脚本清水宏、潤色野田高梧 - 配役・父猟師・幸蔵
- 『深夜のお客』 : 監督島津保次郎、原作・脚本島津保次郎・五所平之助・豊田四郎
- 『美人かし間』 : 監督・原作・脚本野村芳亭 - 配役・下宿屋の主勘蔵
- 『彼と東京』 : 監督牛原虚彦、原作・脚本北村小松
- 『富岡先生』 : 監督野村芳亭、原作国木田独歩、脚本野田高梧
- 『彼と田園』 : 監督牛原虚彦、原作・脚本北村小松
- 『青春交響楽』 : 監督野村芳亭、原作荒牧芳郎、脚本松崎博臣 - 配役・野口為吉

1929年
- 『恋愛風景』 : 監督・原作・脚本島津保次郎 - 配役・老農夫
- 『浮世小路』 : 監督池田義信、原作・脚本小田喬
- 『親』 : 監督清水宏・大久保忠素、原作逓信省簡易保険局、脚本水島あやめ - 配役・実の親・大木重吉
- 『希望』 : 監督池田義信、原作北村小松、脚本水口羊人
- 『山の凱歌』 : 監督牛原虚彦、原作菊池緑子、脚本小田喬 - 配役・森田博士
- 『都会を泳ぐ女』 : 監督・原作・脚本豊田四郎

1930年
- 『スポーツ精神』 : 監督西尾佳雄、原作・脚本池田忠雄
- 『青春譜』 : 監督池田義信、原作柳原白蓮、脚本柳井隆雄
- 『若者よなぜ泣くか』 : 監督牛原虚彦、原作佐藤紅録、脚本村上徳三郎 - 配役・新聞記者

1931年
- 『愛よ人類と共にあれ 前篇 日本篇』 : 監督島津保次郎、原作・脚本村上徳三郎 - 配役・技師春日
- 『愛よ人類と共にあれ 後篇 米国篇』 : 監督島津保次郎、原作・脚本村上徳三郎 - 配役・技師春日
- 『街の浮浪者』 : 監督池田義信、原作下村千秋、脚本野田高梧
- 『ルンペンとその娘』 : 監督城戸四郎、原作・脚本野田高梧
- 『島の裸体事件』 : 監督・潤色五所平之助、原作・脚本伏見晁
- 『七つの海 前篇 処女篇』 : 監督清水宏、原作牧逸馬、脚本野田高梧 - 配役・高杉教授

1932年
- 『陽気なお嬢さん』 : 監督重宗務、原作・脚本荒牧芳郎 - 配役・重役
- 『恋愛御法度会社』 : 監督松井稔、原作一木歓、脚本北村小松
- 『嵐の中の処女』 : 監督・原作・脚本島津保次郎
- 『青春の夢いまいづこ』 : 監督小津安二郎、原作・脚本野田高梧 - 配役・叔父貢蔵

1933年
- 『恋の花咲く 伊豆の踊子』 : 監督五所平之助、原作川端康成、増補・脚色伏見晁 - 配役・村の巡査田村
- 『涙の渡り鳥』 : 監督野村芳亭、原作・脚本伊藤冴

1934年
- 『隣の八重ちゃん』 : 監督・原作・脚本島津保次郎 - 配役・父・新海幾造
- 『お小夜恋姿』 : 監督島津保次郎 - 配役・周旋屋
- 『与太者と花嫁』 : 監督野村浩将、原作・脚本柳井隆雄 - 配役・田山耕作
- 『都会の感傷』 : 監督勝浦仙太郎、原作野田高梧、脚本陶山密 - 配役・コック
- 『女の顔役』 : 監督佐々木康、原作・脚本陶山密 - 配役・親方植虎
- 『春江の結婚』 : 監督野村浩将、原作・脚本池田忠雄 - 配役・杉野寛太郎
- 『噫々乃木将軍』 : 監督宗本英男、脚本斎藤良輔・陶山密

1935年
- 『花婿の寝言』 : 監督五所平之助、脚本伏見晁 - 配役・花嫁の父寺内
- 『輝け少年日本』 : 監督佐々木恒次郎・佐々木康、原作櫛田直人、脚本水島あやめ - 配役・米作爺さん
- 『春琴抄 お琴と佐助』 : 監督・脚本島津保次郎、原作谷崎潤一郎 - 配役・加平
- 『永久の愛 前篇』 : 監督池田義信、原案城戸四郎、脚色斎藤良輔 - 配役・番頭近藤
- 『永久の愛 後篇』 : 監督池田義信、原案城戸四郎、脚色斎藤良輔 - 配役・番頭近藤
- 『人生のお荷物』 : 監督五所平之助、原作・脚本伏見晁

1936年
- 『あの道この道』 : 監督佐々木康、原作吉屋信子、脚本柳井隆雄

### 松竹大船撮影所
1936年
- 『家族会議』 : 監督島津保次郎、原作横光利一、脚本柳井隆雄 - 配役・尾上惣八
- 『朧夜の女』 : 監督五所平之助、原作五所亭、脚本池田忠雄 - 配役・牛やの主人
- 『自由の天地』 : 監督清水宏、原作・脚本源尊彦・中村能行・斎藤良輔 - 配役・父親
- 『男性対女性』 : 監督島津保次郎、原作・脚本池田忠雄・猪俣勝人・津路嘉郎 - 配役・藤村市造
- 『嘆きの母』 : 監督・原作・脚本宗本英男、潤色野田高梧 - 配役・農夫栄造
- 『人妻椿 後篇』 : 監督野村浩将、原作小島政二郎、脚本池田忠雄 - 配役・棟梁大辰

1937年
- 『花嫁かるた』 : 監督・原作・脚本島津保次郎 - 配役・下村 (工場長)
- 『朱と緑 朱の巻』 : 監督島津保次郎、原作片岡鉄兵、脚本池田忠雄 - 配役・清三の父善介
- 『朱と緑 緑の巻』 : 監督島津保次郎、原作片岡鉄兵、脚本池田忠雄 - 配役・清三の父善介
- 『女医絹代先生』 : 監督・原作野村浩将、脚本池田忠雄 - 配役・前田総八
- 『恋人の日課』 : 監督宗本英男、原作・脚本斎藤良輔・荒田正男
- 『婚約三羽烏』 : 監督・脚本島津保次郎 - 配役・健の父 龍吉
- 『男の償ひ』 : 監督野村浩将、脚本野田高梧
- 『雨の夜の抱擁』 : 監督深田修造、原作・脚本猪俣勝人
- 『沈黙の愛情』 : 監督宗本英男、原作・脚本斎藤良輔

1938年
- 『噛みついた花嫁』 : 監督・脚本島津保次郎
- 『君にささぐ花束』 : 監督深田修造、脚本猪俣勝人 - 配役・父礼造
- 『愛より愛へ』 : 監督島津保次郎、脚本大庭秀雄 - 配役・茂夫の父
- 『皆んな見えなくなる峠』 : 監督宗本英男、原作岡崎重太郎、脚本中村能行
- 『家庭日記』 : 監督清水宏、原作吉屋信子、脚本池田忠雄 - 配役・医者

1939年
- 『兄とその妹』 : 監督・脚本島津保次郎 - 配役・志村荘六
- 『"人生双六"より あわてた友情』 : 監督沼波功雄、原案茂林寺文福・館直志、脚本小出英男、新興キネマ東京撮影所 - 配役・紙芝居屋中川金三
- 『心の太陽』 : 監督深田修造、脚本柳井隆雄 - 配役・信造
- 『陽気な裏町』 : 監督吉村公三郎、原作崑野汎氏、脚本池田忠雄・荒田正男
- 『五人の兄妹』 : 監督吉村公三郎、原案・脚色木下恵介 - 配役・老爺久作
- 『新しき家族』 : 監督渋谷実、原作浜本浩『流離の人々』、脚色柳井隆雄 - 配役・大林
- 『波濤』 : 監督原研吉、原作林芙美子、脚本猪俣勝人 - 配役・郷子の父
- 『第二の出発』 : 監督蛭川伊勢夫、原作・脚本八木沢武孝
- 『暖流 前篇 啓子の巻』 : 監督吉村公三郎、原作岸田国士、脚色池田忠雄 - 配役・日疋の父俊六
- 『暖流 後篇 ぎんの巻』 : 監督吉村公三郎、原作岸田国士、脚色池田忠雄 - 配役・日疋の父俊六

1940年
- 『女の気持』 : 監督瑞穂春海、原作・脚本柳井隆雄
- 『再会』 : 監督佐々木康、原作・脚本斎藤良輔・長瀬喜伴
- 『妻は嘆かず』 : 監督瑞穂春海、原作浜本浩、脚本八木沢武孝
- 『美しき我が家』 : 監督大庭秀雄、原作山本武、脚本斎藤良輔
- 『結婚青春』 : 監督瑞穂春海、原作北町一郎、脚本平山清郎
- 『舞台姿』 : 監督野村浩将、脚本池田忠雄・荒田正男 - 配役・旅館の亭主
- 『幸福な家族』 : 監督原研吉、原作武者小路実篤、脚色柳井隆雄 - 配役・千津子の父
- 『人の影』 : 監督松村清四郎、原作真船豊、脚本武井韶平・長瀬喜伴

1941年
- 『歌女おぼえ書』 : 監督清水宏、脚本長瀬喜伴・八木沢武孝 - 配役・組合頭取
- 『十日間の人生』 : 監督渋谷実、原作八木隆一郎『海の星』、脚色斎藤良輔 - 配役・ヤスの父
- 『女医の記録』 : 監督清水宏、脚本津路嘉郎 - 配役・村長

1942年
- 『新たなる幸福』 : 監督中村登、脚本吉村公三郎・木下恵介
- 『すみだ川』 : 監督井上金太郎、原作川口松太郎、脚色秋篠珊次郎・民門敏夫 - 配役・師匠松島
- 『或る女』 : 監督渋谷実、脚本池田忠雄・津路嘉郎 - 配役・徳さん

1950年
- 『佐々木小次郎』 : 監督稲垣浩、原作村上元三、脚本稲垣浩・村上元三・松浦健郎、東宝・森田プロダクション - 配役・市波民部

## 註
1. 1 2 3 4 5 6 7 8 9 10 11 12 13  『芸能人物事典 明治大正昭和』、日外アソシエーツ、1998年、「水島亮太郎」の項。
2. ↑  狂美人 (サロメ劇)、日本映画データベース、2009年11月30日閲覧。